# ブラウンシュヴァイク自由州

ブラウンシュヴァイク自由州
Freistaat Braunschweig (ドイツ語)

ブラウンシュヴァイク州の位置

ブラウンシュヴァイク自由州（ドイツ語: Freistaat Braunschweig、ブラウンシュヴァイク自由国）は、ヴァイマル共和政下のドイツ国にあった州である。ドイツ革命によって君主制が解体されたブラウンシュヴァイク公国がそのまま自由州となった。首都はブラウンシュヴァイクに置かれていた。

## 歴史

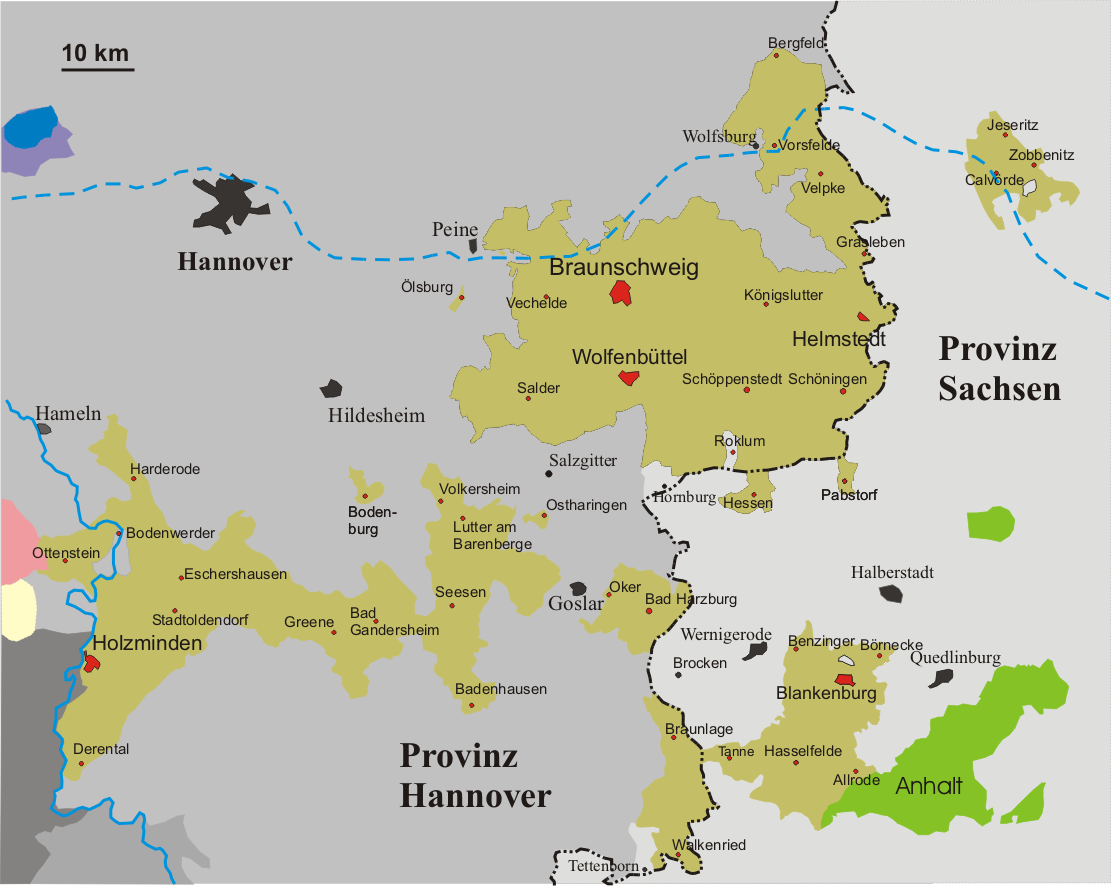
ブラウンシュヴァイク自由州の範囲（第二次世界大戦後の東西ドイツ国境も描かれている）

ブラウンシュヴァイク公国は、1814年のウィーン会議の後、ドイツ連邦の領邦国家として成立した。その範囲は、西はヴェーザー川沿いのホルツミンデンから東はハルツ山地のブランケンブルクとカルフェルデまで伸びるブラウンシュヴァイク＝ヴォルフェンビュッテル侯領の領地であったが、一つながりではなく多くの飛び地があった。
ブラウンシュヴァイク公国の領土は、プロイセン王国のハノーファー県（旧ハノーファー王国）とザクセン県にそのほとんどを囲まれていた。1913年にはハノーファー家のエルンスト・アウグストがブラウンシュヴァイク公として即位した。

### 革命
1918年11月3日のキールの反乱の知らせを受けたドイツ独立社会民主党  (USPD) は、地元の革命家を率いて刑務所を襲撃し、鉄道駅と警察本部を占拠した他、ブラウンシュヴァイク宮殿に攻撃を加えた。11月8日にはブラウンシュヴァイク公エルンスト・アウグストは退位を余儀なくされ、亡命した。11月10日には独立社会民主党革命評議会（レーテ）が統治する「ブラウンシュヴァイク・レーテ共和国」の樹立を宣言した。
しかし、1918年12月22日に行われた最初の議会選挙で、独立社会民主党は得票率27.7％を押さえたドイツ社会民主党  (SPD) の後塵を拝し、ソビエト共和国を建国する試みは失敗に終わった。1919年2月22日には独立社会民主党のヨーゼフ・"ゼップ"・オーターを首班とする独立社会民主党・社会民主党の連立政権が発足し、議会制民主主義共和国を志向した。しかし、共産主義者を中心とするスパルタクス団が首都ブラウンシュヴァイクで蜂起し、4月9日にゼネストを呼びかけるなど混乱した。その4日後、ドイツ国政府はブラウンシュヴァイクに非常事態を宣言し、ゲオルク・ルートヴィヒ・ルドルフ・メルカー率いるドイツ義勇軍の支援を受けてスパルタクス団を鎮圧した。

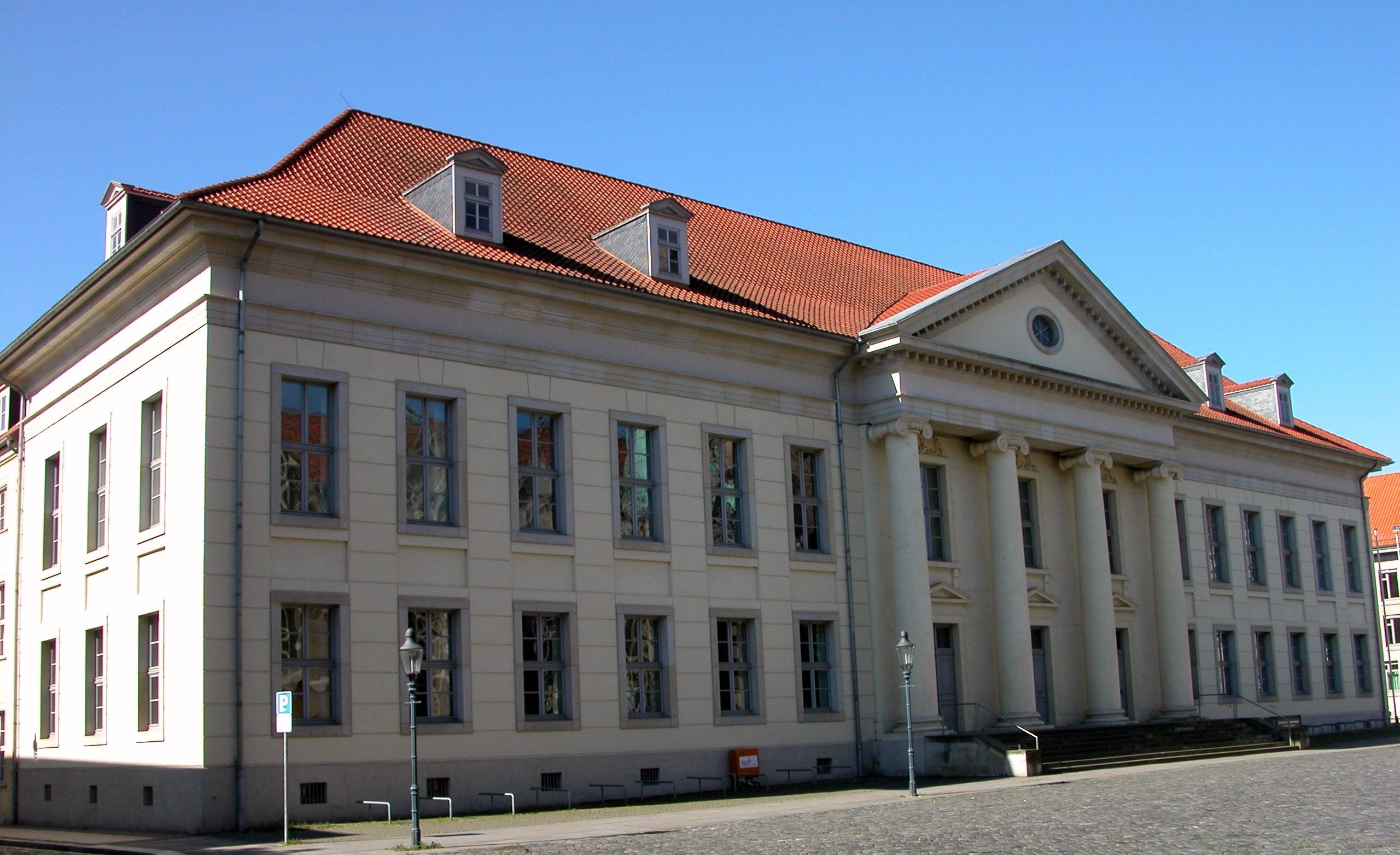
ブラウンシュヴァイク州議会議事堂

1919年4月30日にはブラウンシュヴァイク議会で社会民主党のハインリヒ・ヤスパーを首相とする社会民主党、独立社会民主党、ドイツ民主党の連立政権が発足した。ドイツ義勇軍はその10日後にブラウンシュヴァイクから撤退し、6月5日にはドイツ国政府も非常事態を正式に解除した。

### 自由州
ヤスパー政権政府の公共政策は安定していたが、1920年の州選挙で社会民主党が大きく議席を失ったことから、首相は独立社会民主党のゼップ・オーターに交代した。1922年1月6日にはブラウンシュヴァイク自由州憲法が採択された。
1922年の選挙では社会民主党・独立社会民主党連立政権は過半数を失い、社会民主党は連立の相手を自由党とドイツ人民党 (DVP) に切り替えて政権を維持した。当時新興勢力だったナチ党 (NSDAP) は、ブラウンシュヴァイクとヴォルフェンビュッテルに最初の地方支部を設立したが、1923年9月13日に州政府の禁止命令で閉鎖した。それにも関わらず、1924年にゼップ・オーターが左派から右派に宗旨替えしてナチ党に参加すると、ナチ党は州議会第一党となった。
1924年の州選挙の後、人民党はさまざまな国民自由主義政党や保守政党と合同して右派連立政府を成立させた。その中には、ミュンヘン一揆で非合法化されたナチ党の偽装組織である国民社会主義自由運動 (NSFB) も含まれていた。ハインリヒ・ヤスパー率いる社会民主党は1927年の選挙に勝利して再び政権を握ったが、1930年の選挙では過半数を確保できなかった。一方のナチ党の得票率は22.9％に達し、アントン・フランツェンを内務大臣として入閣させた。フランツェンは1931年9月15日には同じくナチ党のディートリヒ・クラゲスに交代した。

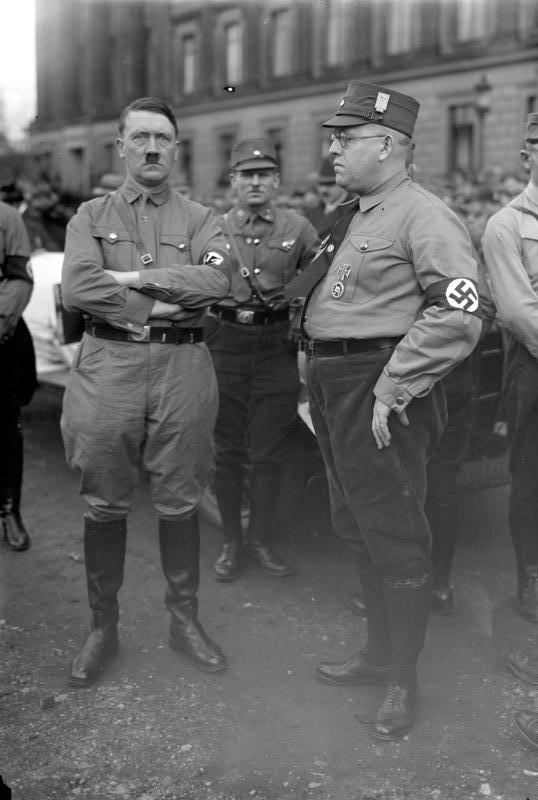
ブラウンシュヴァイク入りしたヒトラー。右は州内相フランツェン。1931年

クラゲスは野党寄りの公務員を解任し、1931年10月のハルツブルク戦線結成に貢献した。ナチ党に対する特に大きな貢献は、7年間に渡って無国籍者であった元オーストリア人のナチ党総統アドルフ・ヒトラーをブラウンシュヴァイク自由州のベルリン駐在公使館付参事官に据えることでドイツ国籍を取得させ、1932年ドイツ大統領選挙に立候補できるようにしたことである。最初はブラウンシュヴァイク工科大学の職を与えて国籍を取得させようとしたが叶わず、1932年にライヒ参議院に派遣する州代表団の公務員に任じたのである。州の公務員には州の市民権が与えられるため、自動的にドイツ国籍も与えられるというからくりであった。この官職は高給であったが、ヒトラーがこの官職で活動した記録はない。その後、1933年1月30日にヒトラーがドイツ国首相に就任すると、この官職は解かれた。
ナチ党の権力掌握の前後には、ドイツ共産党員や社会民主党の政治家の多くがブラウンシュヴァイクで逮捕された。1933年3月の国会選挙の結果を受けて州議会の党派構成も再編され、全国で国家人民党の議員がナチ党に合流したため、州議会議員はすべてナチ党所属になった。クラゲスは5月6日にブラウンシュヴァイク自由州首相に選出され、同じくナチ党のフリードリヒ・アルパース法相やフリードリヒ・イェッケルン警察長官とともに恐怖政治体制を確立した。しかし、その後の強制的同一化により司法権や警察権が中央政府に集約され、さらに行政権も国家代理官 (Reichsstathalter、ライヒ代官または州総督とも) の手に移ると実権を失った。最後の州議会は1933年6月13日に開会し、10月14日に閉会した。

### 連合軍による占領
1945年4月12日に米軍がブラウンシュヴァイク市を占領し、ナチ党政府を放逐した。その後、ブラウンシュヴァイク自由州は東部のブランケンブルクとカルフェルデがソ連の占領下に置かれ、新たに発足したザクセン＝アンハルト州に編入され、残りの部分はイギリス軍占領地帯に組み込まれた。1946年5月7日に、イギリス軍政当局は社会民主党のアルフレート・クーベルを州首相に任命し、11月23日には旧プロイセン自由州のハノーファー県およびオルデンブルク自由州、そしてシャウムブルク＝リッペ自由州と合併させ、ニーダーザクセン州を置いた。
ブラウンシュヴァイク自由州の領域は、2004年に再編されるまでニーダーザクセン州の県 (1978年までは郡) であった。1922年のブラウンシュヴァイク自由州憲法は、2011年のニーダーザクセン州議会決議まで廃止されずに残っていた。

## 指導者

### 人民委員評議会議長（1918年-1919年）
1. 1918–1919年： ゼップ・オーター（ドイツ語版） （独立社会民主党）
2. 1919–1920年： ハインリヒ・ヤスパー（ドイツ語版） （社会民主党）

### 州首相（1919年-1946年）
1. 1919-1920年： ハインリヒ・ヤスパー （社会民主党）
2. 1920–1921年： ゼップ・オーター （独立社会民主党）
3. 1921–1922年： アウグスト・ユンケ（ドイツ語版） （社会民主党）
4. 1922年： オットー・アントリック（ドイツ語版） （社会民主党）
5. 1922年： ハインリヒ・ヤスパー （社会民主党）
6. 1924–1927年： ゲルハルト・マルコルト（ドイツ語版） （人民党）
7. 1927–1930年： ハインリヒ・ヤスパー （社会民主党）
8. 1930–1933年：  ヴェルナー・クーヘンタール（ドイツ語版）  （国家人民党）
9. 1933–1945年： ディートリヒ・クラゲス （ナチ党）
10. 1945–1946年： フーバート・シュレブッシュ（ドイツ語版） （社会民主党）
11. 1946年： アルフレッド・クーベル（ドイツ語版） （社会民主党）

### 国家代理官
アンハルトおよびブラウンシュヴァイクの国家代理官（デッサウ駐在）
1. 1933–1935年： ヴィルヘルム・フリードリヒ・レーパー （ドイツ語版）
2. 1935–1937年： フリッツ・ザウケル
3. 1937–1945年： ルドルフ・ヨルダン（ドイツ語版）

## 構成

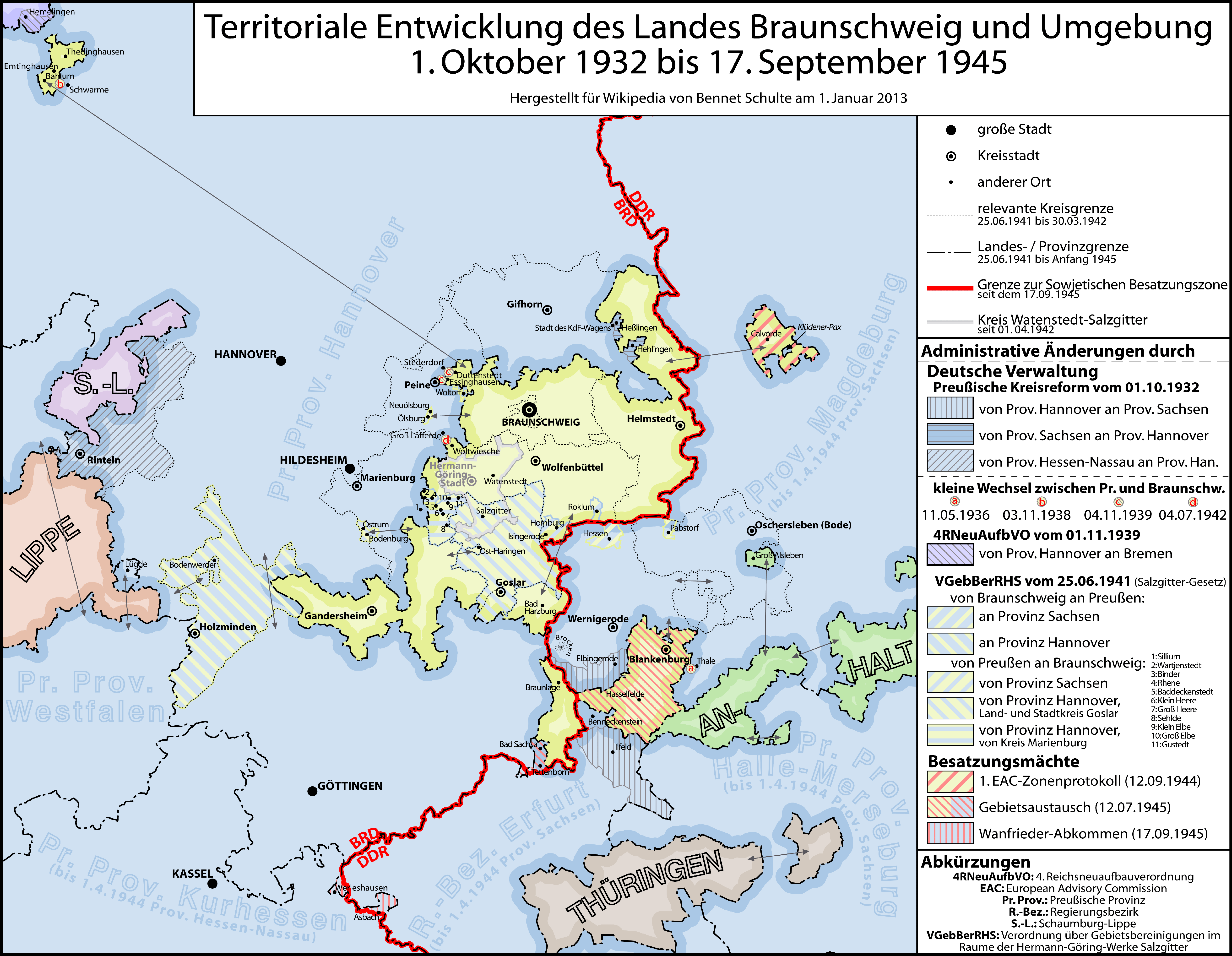
ブラウンシュヴァイク自由州の領域変化（1932年-1945年）

ブラウンシュヴァイク自由州は当初、ブラウンシュヴァイク市と以下の農村部で構成されていた。
- ブランケンブルク郡（1945年にイギリスとソビエトの占領地域に分割）
- ブラウンシュヴァイク郡
- バート・ガンダースハイム
- ホルツミンデン郡（1941年11月1日にプロイセン自由州ハノーファー州に移管され、代わりにゴスラー郡およびゴスラー市を編入）
- ヘルムシュテット郡
- ヴォルフェンビュッテル郡

1942年4月1日にはゴスラー郡とヴォルフェンビュッテル郡を合併してヴァッテンシュテット＝ザルツギッター市が置かれた。